# Yusef Boatris
Yusef Boatris (29 de julio de 2001) es un deportista marroquí que compite en taekwondo. Ganó dos medallas de bronce en el Campeonato Africano de Taekwondo, en los años 2023 y 2023.

## Palmarés internacional
| Campeonato Africano | Campeonato Africano      | Campeonato Africano | Campeonato Africano |
| Año                 | Lugar                    | Medalla             | Categoría           |
| ------------------- | ------------------------ | ------------------- | ------------------- |
| 2022                | Kigali (Ruanda)          | Medalla de bronce   | –80 kg              |
| 2023                | Abiyán (Costa de Marfil) | Medalla de bronce   | –80 kg              |